# Mísia
Mísia (pravo ime Susana Alfonso Aguiar) (Porto, 18. lipnja 1955. – Lisabon, 27. srpnja 2024.) bila je portugalska pjevačica fadoa.

## Životopis
Svoje umjetničko ime izabrala je u čast slavne Misie Sert, muze Mallarmea i prijateljice Prousta i Picassoa. Mísia potječe iz umjetničke obitelji – majka joj je bila katalonska kabaretska plesačica, a baka profesionalna pjevačica – što objašnjava mnoge utjecaje koji su oblikovali njenu glazbu: tango, bolero, spoj portugalske gitare i harmonike, violine i klavira. Mísia je kroz svoju karijeru razvila novi stil fada i postala dostojna nasljednica legendarne Amálie Rodrigues. Jedinstvenim spojem tradicionalnih instrumenata (klasična gitara, portugalska i bas-gitara) sa senzualnošću harmonike i violine, slažući najljepše stihove portugalskih pjesnika prošlosti ili pjevajući pjesme pisane posebno za nju od strane suvremenih pjesnika, obnavlja i obogaćuje tradicionalnost fado umjetnosti.
Nakon što je u ranoj mladosti imala prve nastupe u "fado kućama" čija se publika regrutirala iz radničkih četvrti rodnog Porta, odlazi u zemlju podrijetla svoje majke: u katalonskoj prijestolnici Barceloni nastupa u kabareu. Te su godine bile označene ukidanjem cenzure nakon smrti Francisca Franca (1975.), te posljedičnom zakašnjelom "seksualnom revolucijom" u Španjolskoj, koja je u to doba osobito mnogo utjecala na umjetnost, stvarajući živopisnu i pomalo morbidnu umjetničku scenu. Nakon daljnjih angažmana u Madridu, vraća se krajem 1980.-ih u Portugal, s odlukom da u Lisabonu izgradi karijeru pjevačice fada, u koju će ugraditi već značajno umjetničko iskustvo kojega je stekla u Španjolskoj.
U Portugalu se suočava s antipatijom prema fadu, koju su iskazivale društvene i umjetničke elite nakon kraja Salazarove vladavine: naime je Salazar nastojao afirmirati sve ono što je bilo narodno, tradicionalni i portugalsko, dok je "novi režim" gledao afirmirati sve što je internacionalno i moderno. Misia se tako odmah po povratku u domovinu suočila s neprijateljskim reakcijama ljevičara, koji su smatrali da se bavi jednim "reakcionarnim" umjetničkim žanrom; ali također i nesklonošću tradicionalista, koji su smatrali da utjecajima iz suvremene pop.glazbe kvari narodnu glazbu Portugala. Uspjeh kod publike početkom 1990-ih godina ušutkao je obje grupe kritičara. 

## Djelo
Album "Canto" iz 2003. godine može se smatrati njenim remek djelom. Sjedinjujući utjecaje najboljih djela portugalskog gitarista Carlosa Paredesa s poezijom Vasca Graça Moura, Sérgia Godinha i Pedra Tamena, Mísia je izgradila glazbeno djelo koju ona opisuje kao osobnu "galeriju nemogućih stvari". Mísia je također poznata po obradama pjesama drugih umjetnika na "fado način". Klasik "As time goes by", i neke pjesme Luisa Eduarda Autea ("De alguna manera") neki su od primjera.
Mísia, osim što uglavnom pjeva fado (fado se pjeva isključivo na portugalskom), neke svoje teme pjeva na španjolskom i francuskom, te engleskom jeziku. Jedan od primjera je i njen album "Drama Box" iz 2005. godine, kolekcija tanga, bolera i fada, pjevan na portugalskom i španjolskom. U "Drama Box"-u, Mísia opisuje sebe kao kabaretsku plesačicu koja živi u "Drama Box Hotelu" sa svojim glazbenicima. To je vrlo osoban album, posvećen njenoj majci, ali istovremeno i opis Misijinog vlastitog života: putujući svijetom, ona pronosi fado svuda. Veličina ovog glazbenog djela očituje se u izvrsnim aranžmanima i stihovima, no najviše u vokalnoj interpretaciji.
Unatoč tome što je slavna u Portugalu, njena se glazba najviše cijeni u inozemstvu: posebno u Španjolskoj i Francuskoj, te dalekom Japanu.

## Diskografija
- Mísia, 1991.
- Fado, 1993.
- Tanto menos, tanto mais, 1995.
- Garras dos Sentidos, 1998.
- Paixões Diagonais, 1999.
- Ritual, 2001.
- Canto, 2003.
- Drama Box, 2005.
- Ruas, 2009.
- Senhora da noite, 2011.
- Delikatessen Café Concerto, 2013.
- Para Amália, 2015.
- Do Primeiro Fado Ao Último Tango, 2016.
- Pura Vida, 2019.
- Animal Sentimental, 2022.

## Vanjske poveznice
- www.misia-online.com Službene stranice
- Wikipedia:Mísia na engleskom